# Lothar von Trotha

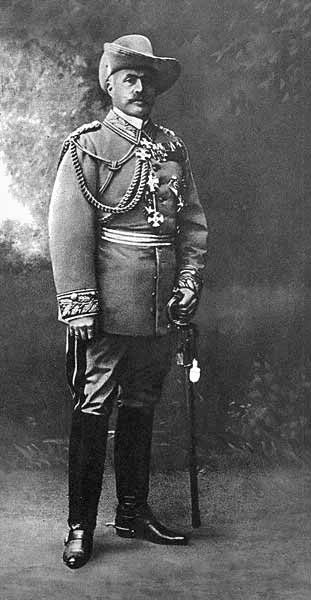
General Lothar von Trotha

Adrian Dietrich Lothar von Trotha, född 3 juli 1848 i Magdeburg, död 31 mars 1920 i Bonn, var en tysk-preussisk infanterigeneral. Han ledde den tyska militären i kriget mot hererofolket i Tyska Sydvästafrika. Han bär ansvaret för folkmordet på hererofolket 1904.
Den 12 januari 1904 reste hererofolket, under ledning av Samuel Maharero, sig i uppror mot det tyska kolonialstyret. I augusti lyckades von Trotha slutgiltigt besegra dem i slaget vid Waterberg, varefter han lät driva ut dem i Omahekeöknen, där de flesta dog av törst. 